# Összetörve (film, 2013)
Az Összetörve (eredeti cím: Crush) 2013-ban bemutatott amerikai filmthriller, amelyet Malik Bader rendezett és Sonny Mallhi írt. A főbb szerepekben Lucas Till, Crystal Reed és Sarah Bolger látható.
A film 2013. április 9-én jelent meg DVD-n és Blu-rayen az Amerikai Egyesült Államokban. Általánosságban pozitív véleményeket kapott a kritikusoktól, és bevételi szempontból is jól teljesített; az 1,2 milliós költségvetéséből összesen 8,1 millió dolláros bevételt ért el.

## Cselekmény
A középiskolás Scott népszerűségre tesz szert osztálytársai körében kiemelkedő futballtehetségének köszönhetően, amelyet egy sportösztöndíj megszerzésére szeretne felhasználni. Bár művészi tehetsége is van, Scott továbbra is a futballra összpontosít, még akkor is, amikor egy lábsérülés veszélyezteti a játékosi karrierjét. Legjobb barátja, Jules romantikus érzelmeket táplál iránta, de Scott visszautasítja őt, hogy ne tegye tönkre a barátságukat. Scott iránt Bess, egy félénk diáklány is érdeklődik, aki felismeri művészi képességeit. Bess maga is Jeffrey szerelmi érdeklődésének célpontjává válik, de nem viszonozza az érzéseit, mivel egyre egészségtelenebb megszállottságot fejleszt ki Scott iránt.  
Scott életében egy ismeretlen zaklató jelenik meg, aki egyre nyugtalanítóbb viselkedést tanúsít. A zaklató tettei erőszakossá válnak, amikor Mrs. Brown, egy tanárnő, aki flörtölt Scott-tal, brutális támadás áldozata lesz, míg Jules-t majdnem megöli a zaklató egy bulin. Scott gyanítja, hogy Bess a felelős, tisztában lévén az iránta érzett vonzalmával, de nem tudja bizonyítani, hogy ő a zaklató. Később, miközben autózik, véletlenül elüti Bess munkatársát, Andie-t, és felajánlja, hogy hazaviszi, amikor észreveszi, hogy a lába megsérült. Amikor azonban belép Andie házába, a lány leüti őt, ezzel felfedve, hogy valójában ő a zaklató, majd csapdába ejti Scottot a pincéjében.
Scott megpróbál megszökni, miután felébred, de Andie gyötri a lábsérülését. Miután Andie megöli a házhoz érkező főnökét, Davidet, Scott újabb szökési kísérletet tesz, és sikerül kimásznia a pincéből, annak ellenére, hogy további lábsérüléseket szenvedett. Bess nem sokkal később ellátogat a házba, ahol felfedezi Scottot, valamint David holttestét, ami Andie-t támadásra készteti. Bár Andie fölénybe kerül, Jeffrey megjelenik és segít legyőzni őt, Scott pedig berúgja Andie-t a pincébe, ezzel kiütve őt.
Mivel Scott a sérülései miatt nem tud focizni, elkezd dolgozni a művészeti iskolába való jelentkezésen, miközben kapcsolatba kerül Julesszal. Bess és Jeffrey is kapcsolatot alakítanak ki egymással. Andie-t meglátogatja az ügyvédje, Mr. Graham, akinek bevallja, a gyilkosságok már fiatal korában elkezdődtek, majd figyelmezteti, hogy nem sokáig marad előzetesben.

## Szereplők
| Szerep     | Színész                   | Magyar hang           |
| ---------- | ------------------------- | --------------------- |
| Scott      | Lucas Till                | Kenéz Ágoston         |
| Bess       | Crystal Reed              | Mikita Dorka Júlia    |
| Jules      | Sarah Bolger              | Farkas Fanni          |
| Andie      | Caitríona Balfe           | Laudon Andrea         |
| Andie      | Ashleigh Craig (fiatalon) | Kobela Kíra           |
| Jeffrey    | Reid Ewing                | Náray Kovács Zsombor  |
| David      | Leigh Whannell            | Baráth István         |
| Mike       | Holt McCallany            | Kárpáti Levente       |
| Casey      | Preston Davis             | Czető Ádám            |
| Brock      | Derrick Kemp              |                       |
| Mrs. Brown | Camille Guaty             |                       |
| Mr. Graham | Michael Landes            | Fehérváry Márton      |
| Evans edző | Isaiah Mustafa            | Kapácsy Miklós        |
| fiatal fiú | Cody Hamilton             | Holló-Zsadányi Norman |

### Magyar változat
- Magyar szöveg: Makray Gábor
- Hangmérnök: Géczy Levente
- Vágó: Győrösi Gabriella
- Gyártásvezető: Kassai Zsuzsa
- Szinkronrendező: Pesti Zsuzsanna
- Produkciós vezető: Witzenleiter Kitti

A szinkront a Direct Dub Studios készítette el.

## Fogadtatás
A FEARnetnek írva Scott Weinberg dicsérte a három főszereplő színészi játékát, de kritizálta a film „papírvékony alapötletét” és a forgatókönyvet, mert származékos (utalva Mallhi korábbi munkájára, a 2011-es A szobatársra), és azt mondta: „Még ha félretesszük is a Mallhi forgatókönyveiben található esetleges plágiumot, nincs benne semmi karakter, feszültség, intenzitás vagy meglepetés. Csak valaki ugyanazt a régi történetet meséli el, kissé más karakterekkel.” Ian Sedensky, a Culture Crypt munkatársa 45/100 pontot adott a filmre, és a következőképpen értékelte: „A fiatal színészek vonzóak, a produkció jól összerakott, és a csavar, bármennyire is abszurd, egyesek számára valóban sokkoló és szórakoztató lehet. De ez a film egy szerelemről szól és ha valaki elhiszi a megszállottság mögött meghúzódó gyenge motivációkat, az olyan szintű őrültséget igényel, amelyet kizárólag a film szereplői számára tartanak fenn.” John Strand a Best-Horror-Movies oldalról 2,5/5 értékelést adott a filmre, és arra a következtetésre jutott, hogy a film „egy takaros kis thriller, amely a tizenéveseknek és fiatal felnőtteknek fog tetszeni, akiket nem érdekelnek az ijesztgetések és a vér, de szeretik a tisztességesen kivitelezett, bár kiszámítható történetet”.